# Adobe Connect
Adobe Connect, in precedenza chiamato Macromedia Breeze e Adobe Acrobat Connect, è un'applicazione software basata su Adobe Flash che permette di effettuare delle riunioni online, servire da supporto a una teleconferenza, delle sessioni di e-learning e di creazioni di contenuti collaborativi.
Adobe dopo l'acquisizione di Macromedia ha rinominato il software in Acrobat Connect.
L'applicazione ospitata su server si compone in moduli, all'interno dei quali viene trasmesso audio, video, condivisione di schermo e contenuto

## Storia
Il prodotto è stato inizialmente sviluppato da una startup chiamata Presedia e includeva un plug-in PowerPoint -to- Flash di prima generazione (che poi è diventato Adobe Presenter) e un modulo di formazione. Macromedia ha acquisito Presedia e aggiunto un componente di web conferencing in tempo reale, chiamato Breeze Live (successivamente ribattezzato Breeze Meeting).
Nella versione 5, Macromedia Breeze includeva quattro applicazioni: Breeze Presenter test, Breeze Training, Breeze Meeting e Breeze Events (novità nella versione 5). In seguito all'acquisizione da parte di Adobe, Macromedia Breeze Meeting è stato inizialmente rinominato Adobe Connect, poi Adobe Acrobat Connect Professional e successivamente Adobe Connect. La linea di prodotti completa include versioni rinominate di Breeze Training, Breeze Meeting, Breeze Presenter e Breeze Events.

## Caratteristiche

### Contenuti della suite
Adobe Connect include le seguenti applicazioni:
- Webinar Adobe Connect (precedentemente Breeze Events)
- Adobe Connect Learning (in precedenza Breeze Training)
- Adobe Connect Meetings (in precedenza Breeze Presenter)

Può interagire con Adobe Captivate , uno strumento di creazione rapida di eLearning con capacità di pubblicare direttamente sul server Connect.

### Funzionalità
- Sale riunioni illimitate e personalizzabili
- Sale riunioni multiple per utente
- Sessioni interattive all'interno di una riunione
- VoIP
- Conferenze audio e video
- Registrazione della riunione
- Condivisione dello schermo
- Note, chat e lavagne
- Gestione degli utenti, amministrazione e reportistica
- Polling
- Libreria centrale dei contenuti
- Collaboration Builder SDK
- App per dispositivi mobili (Android e iOS)
- Client HTML5

## Polemica
La biologa cellulare molecolare britannica Margaret Robinson , nel 2021, si è espressa contro il recente aggiornamento di Adobe Connect.

## Registro delle modifiche
| Data di uscita | Versione del prodotto (service pack) | Applicazioni |
| -------------- | --- | --- |
| Novembre 2019  | Adobe Connect 10.6 | Guardare le registrazioni nel client HTML e migliorare il curriculum di Connect Central |
| Luglio 2019    | Adobe Connect 10.5 | Client HTML per i partecipanti e miglioramenti a Connect Central |
| Dicembre 2018  | Adobe Connect 10.1 | Miglioramenti al client HTML, miglioramenti alla schermata di accesso e miglioramenti all'applicazione web Connect Central |
| Ottobre 2018   | Adobe Connect 10.0 | Nuovo client HTML5 (solo per i partecipanti), funzionalità Single Sign-On basate su SAML 2.0 predefinite, funzionalità webcam HD |
| Aprile 2018    | Adobe Connect 9.8 | Nuovi flussi di lavoro di accesso alle riunioni, continui miglioramenti HTML5 a Connect Central, controllo migliorato sugli output audio |
| Marzo 2018     | Adobe Connect 9.7.5 | Nuovi flussi di lavoro di accesso alle riunioni, continui miglioramenti HTML5 a Connect Central, controllo migliorato sugli output audio |
| Ottobre 2017   | Adobe Connect 9.7 | Nuova interfaccia HTML5 per Connect Central, nuova applicazione desktop |
| Aprile 2017    | Adobe Connect 9.6 | Fornisce agli ospitanti della riunione l'accesso alla dashboard del coinvolgimento |
| Giugno 2016    | Adobe Connect 9.5.4 | Miglioramenti all'area solo presentatore per gli host |
| Febbraio 2016  | Adobe Connect 9.5.2 | Supporta il contenuto HTML5 di Adobe Captivate e Adobe Presenter in aule virtuali, crea registrazioni di versioni MP4 offline per supportare i dispositivi mobili, incorpora un nuovo Adobe Connect SDK per aggiungere il supporto per le versioni HTML5/Javascript dei pod personalizzati |
| Settembre 2015 | Adobe Connect 9.5 | Supporto per contenuto HTML5 all'interno di classi virtuali, conversione MP4 locale, aggiornamenti all'integrazione con Adobe Experience Manager, miglioramenti al dashboard di analisi |
| Marzo 2015     | Adobe Connect 9.4 | |
| Settembre 2014 | Adobe Connect 9.3 | Miglioramenti alla condivisione dello schermo, miglioramenti della lavagna, utilizzo di account Facebook o Google+ per la registrazione agli eventi, reporting e-mail migliorato, integrazioni con Salesforce e Microsoft Lync                                                             |
| Agosto 2013    | Adobe Connect 9.1 | Miglioramenti di registrazione e riproduzione, miglioramenti audio e video, miglioramenti del modulo eventi, miglioramenti del modulo di formazione |
| 2012           | Adobe Connect 9.0 | Nuovo sistema di registrazione agli eventi e supporto per grandi webinar |
| Novembre 2010  | Adobe Connect 8.0 | TBD |
| Novembre 2009  | Adobe Connect 7.5 (SP1: aprile 2010) | Riunioni, formazione, eventi, Adobe Presenter, Communication Server, Edge Server |
| Maggio 2008    | Adobe Acrobat Connect Professional 7 (SP1: dicembre 2008, SP2: febbraio 2009, SP3: luglio 2009) (Nota: "Professional" è stato successivamente abbreviato in "Pro") | Riunioni, formazione, eventi, Adobe Presenter, Communication Server, Edge Server |
| Dicembre 2006  | Adobe Connect 6 (SP1: febbraio 2007 SP2: luglio 2007, SP3: gennaio 2008)                                                                                           | Riunioni, formazione, eventi, Adobe Presenter, Communication Server, Edge Server (rinominati in Adobe) |
| Maggio 2005    | Macromedia Breeze 5 (SP1: gennaio 2006, SP2: marzo 2006, aggiornamento della protezione SP2: ottobre 2006)                                                         | Riunione (in precedenza Breeze Live), Formazione, Eventi (nuovo), Breeze Presenter, Server di comunicazione, Edge Server (nuovo) |
| Luglio 2003    | Macromedia Breeze 4 | Breeze Live (nuovo), formazione, plug-in PowerPoint (rinominato Macromedia) |
| Sconosciuto    | Presedia Publishing System | Formazione, plug-in di PowerPoint |